# Cymbiodyta minima
Cymbiodyta minima är en skalbaggsart som beskrevs av Notman 1919. Cymbiodyta minima ingår i släktet Cymbiodyta och familjen palpbaggar. Inga underarter finns listade i Catalogue of Life.